# Wymiary (przystanek kolejowy)
Wymiary – zlikwidowany wąskotorowy przystanek osobowy w Farynach na linii kolejowej Spychowo Wąskotorowe – Myszyniec, w gminie Rozogi, w powiecie szczycieńskim, w województwie warmińsko-mazurskim, w Polsce.